# Mua bán phát thải carbon

Giá trị mua bán phát thải carbon – giá trợ cấp từ năm 2008

Mua bán phát thải carbon hay giới hạn và giao dịch carbon là một dạng của mua bán phát thải, có định hướng chủ yếu nhằm vào lượng phát thải cacbonic (tính theo đơn vị tấn hay đơn vị đương lượng thán khí tCO2e). Mua bán phát thải carbon bao hàm phần chủ yếu của lĩnh vực mua bán phát thải nói chung.
Loại hình giao dịch này là phương tiện thông dụng để các quốc gia tham gia Nghị định thư Kyoto hoàn thành các giao ước để ký kết trong văn bản đó; cụ thể là việc giảm lượng phát thải carbon và ngăn chận tình trạng biến đổi khí hậu.

## Tổng quan
Mua bán phát thải carbon là một phần của mua bán phát thải nói chung. Trong loại hình "mua bán" này, mỗi quốc gia có một mức độ khí thải tối đa mà các cơ sở được cho phép "xả". Những quốc gia nào có lượng khí thải xả ra nằm dưới mức cho phép sẽ có quyền "bán" "sức chứa" khí thải còn dư của mình cho những quốc gia mà lượng khí thải vì nhiều lý do vượt quá giới hạn cho phép. Cacbonic là thành phần chủ yếu của các loại khí nhà kính khí nhà kính thải ra, nên thông thường người ta chỉ nói đến việc "buôn bán" carbon mà thôi.
Nói cách khác, các "nhà xả khói" có một mức độ khí thải tối đa mà họ được phép "xả", và họ phải chi tiền để mua "quyền xả khói" nhằm duy trì hoạt động của các cơ sở của mình. Và những cơ sở nào xả khí thải thấp hơn mức tối đa cho phép có thể bán "sức chứa khí thải" còn dư cho những ai cần "mua". Hệ thống này giúp cho những cơ sở sản xuất có động lực tìm cách giảm bớt số khí thải để đỡ tốn chi phí "mua" quyền được xả khí. Cơ chế của hệ thống cũng giúp những tổ chức "không xả khói" có thể tham gia vào quá trình cải tiến và nâng cao hiệu quả của "thị trường" buôn bán carbon này.

### Đơn vị đo lường
Căn cứ theo điều 17 của Nghị định thư Kyoto, đơn vị dùng để tính lượng phát thải carbon, mỗi đơn vị tương đương một tấn khí thải (tính theo đương lượng cacbonic) có thể ở dưới dạng sau:
- Một đơn vị lượng chỉ định (Assigned amount unit - AAU) đưa ra bởi các nước thành viên thuộc Phụ lục I tính theo đúng lượng chỉ định theo điều khoản 3.7 và 3.8 của Nghị định thư.
- Một đơn vị dời đổi (Removal unit - RMU) đưa ra bởi các mức thành viên thuộc Phụ lục I căn cứ theo các hoạt động sử dụng đất đai, chuyển đổi đất đai và đất rừng (Land use, land-use change and forestry - LULUCF) theo điều khoản 3.3 và 3.4 của Nghị định thư.
- Một đơn vị giảm phát thải (Emission reduction unit - ERU) sinh ra bởi dự án cùng thực thi (Joint implementation) căn cứ theo điều 6 của Nghị định thư.
- Một đơn vị giảm phát thải được chứng nhận (Certified emission reduction - CER) có được bởi dự án cơ chế phát triển sạch theo điều 12 của Nghị định thư.

## Cơ sở kinh tế học
Mua bán phát thải hoạt động dựa trên việc đưa ra giới hạn tối đa về lượng khí thải sinh ra cho các đơn vị "xả khí". Nền tảng kinh tế của mua bán phát thải có liên hệ đến khái niệm quyền sở hữu tài sản (Goldemberg., 1996, tr. 29).

### Chi phí và định giá
Vấn đề kinh tế liên quan đến biến đổi khí hậu đó là các đơn vị xả các khí nhà kính đã không phải chịu đầy đủ hậu quả và chi phí trực tiếp liên quan đến hành động xả khí của họ (IMF, 2008, p. 6). Có những chi phí mà các cơ sở xả khói buộc phải gánh chịu, ví dụ như chi phí nhiên liệu, nhưng có những chi phí phát sinh khác mà không nhất thiết phải được bao hàm trong giá cả của chất lượng phục vụ tốt. Những chi phí này được gọi là phí tổn ngoại bộ (Halsnæs., 2007). Gọi là "ngoại bộ" vì các chi phí này thì các cơ sở xả khí thải không phải gánh chịu. Và phí tổn ngoại bộ có thể ảnh hưởng đến phúc lợi của những người khác. Trong trường hợp về biến đổi khí hậu, các khí nhà kính thải ra sẽ ảnh hưởng đến phúc lợi của người dân trong tương lai cũng như ảnh hưởng đến môi trường tự nhiên (Toth, 2001). Các phí tổn ngoại bộ này có thể được ước tính và quy đổi ra tiền, và có thể được cộng thêm vào các phí tổn cá nhân mà các cơ sở xả khí thải phải gánh chịu. Làm như vậy, những cơ sở xã khói sẽ phải gánh chịu toàn bộ phí tổn xã hội gây ra bởi hành động của mình (IMF, 2008, p. 9).
Trong tác phẩm "Vấn đề của phí tổn xã hội" (1960), Ronald Coase (tác phẩm của Coase đã được Toth và các tác giả khác tái trích dẫn trong năm 2001; và Helm trích dẫn năm 2005, trang 4) cho rằng phí tổn xã hội có thể được giải thích bởi quy đổi quyền sở hữu tài sản tính theo một mục đích nhất định. Mô hình của Coase giả định rằng tồn tại một thị trường hoạt động hoàn hảo và quyền mặc cả của những bên tham gia tranh cãi về quyền sở hữu đều ngang bằng nhau. Xét về trường hợp biến đổi khí hậu, quyền sở hữu tài sản được áp dụng cho mức độ tối đa về số lượng khí thải được phép sản sinh ra. Tuy nhiên, cần phải lưu ý là không chỉ có khí thải mà còn những yếu tố khác như biển, rừng,... cũng ảnh hưởng đến những thay đổi về khí hậu (Goldemberg., 1996, tr. 28–29). Trong mô hình của Coase, tính hiệu quả của việc làm - trong trường hợp này là mức độ giảm phát thải nhiều nhất với chi phí thấp nhất - được kích thích và khuyến khích bởi hệ thống thị trường. Sự hiệu quả cũng có thể được xem như là việc đạt được mức độ linh hoạt cao nhất trong việc giảm khí thải - tính linh hoạt được coi trọng vì phí tổn biên, tức phí tổn gia tăng của việc giảm phát thải, không giống nhau tùy theo mỗi quốc gia. Mua bán phát thải cho phép việc giảm phát thải có thể được tập trung ưu tiên làm ngay ở những nơi mà phí tổn biên là thấp nhất (Bashmakov., 2001). Theo thời gian, hiệu quả của việc giảm phát thải có thể được kích thích bằng cách cho phép việc "giữ vốn" về mức độ cho phép phát thải (Goldemberg., 1996, p. 30). Điều này cũng giúp cho những cơ sở xả khí thải có thể giảm phát thải vào những lúc mà hiệu quả đạt được là cao nhất.

### Phạm trù đạo đức và công bằng
Việc xử lý biến đổi khí hậu bao hàm những vấn đề liên quan đến đạo đức và công bằng. Để tính toán chính xác phí tổn xã hội gây ra cần có quá trình phán định giá trị về "giá" của những ảnh hưởng tới tương lai của sự biến đổi khí hậu (Smith., 2001). Thật ra, trong giới kinh tế học chưa có một tiêu chuẩn chung thống nhất về việc định giá sự công bằng của một chính sách khí hậu nào đó, ví dụ như phân chia gánh nặng về chi phí xử lý các biến đổi khí hậu trong tương lai (Toth, 2001). Giới kinh tế học cũng chưa có sự giám định mang tính chuyên môn nào về vấn đề ban hành các quyết định mang tính đạo đức, thí dụ định giá về phúc lợi xã hội cho các thế hệ sau này (Arrow., 1996, p. 130). Thông thường, trong một cuộc nghiên cứu, tất cả các ảnh hưởng của các chính xác, tích cực lẫn tiêu cực, đều được công chung lại (dữ liệu gộp hay dữ kiện tập hợp) với các ảnh hưởng khác nhau trên các cá nhân khác nhau được quy thành "tỷ trọng", tức mức độ quan trọng tương đối. Các kết quả định giá này được thực hiện bởi những nhà kinh tế học tham gia trong cuộc nghiên cứu đó.
Quá trình định giá có thể gặp nhiều khó khăn vì có những mặt hàng không có giá cả trên thị trường. Có tồn tại những phương pháp tính toán giá trị của các hàng hóa và dịch vụ mang tính chất phi thị trường, nhưng chúng có thể gây nhiều tranh cãi, tỉ như việc định giá ảnh hưởng lên sức khỏe con người hay lên hệ sinh thái (Smith., 2001). Người ta cũng tranh cãi nhiều về tác hại tiềm ẩn của biến đổi khí hậu, ví dụ như du lịch trong một vùng được lợi nhưng những vùng khác chịu thiệt hại, ví dụ như thiệt hại về nông nghiệp (Smith., 2001). Lợi thế chủ yếu của quá trình phân tích về kinh tế trong vấn đề này, đó là nó cho phép đề xuất ra những giải pháp đồng bộ và toàn diện trong việc xử lý các ảnh hưởng của biến đổi khí hậu. Nó cũng cho phép cân nhắc và so sánh giữa lợi và hại của các chính sách có liên quan đến thay đổi khí hậu.
Mô hình của Ronald Coase đề cập ở mục trước có giả định rằng thị trường là hoàn hảo, sự công bằng có thể được đề cập trong việc phân chia quyền sở hữu tài sản, và không cần biết số tài sản trong xã hội được phân chia như thế nào, thị trường luôn luôn sản sinh ra kết quả với hiệu năng cao nhất (Goldemberg., 1996, tr. 29). Tuy nhiên trên thực tế thị trường không hoàn hảo và vì vậy việc "mua bán" không thể đạt mức độ tốt nhất về cả hai thứ công bằng và hiệu quả được (Halsnæs., 2007).

### Thuế carbon so sánh với mua bán carbon
Nhiều bài viết của giới kinh tế cho rằng thuế carbon nên được áp dụng ưu tiên thay cho mua bán phát thải carbon (Carbon Trust, 2009). Ý kiến phản bác dựa trên luận điểm rằng giới chính trị gia có thể ưa thích mua bán phát thải hơn là đánh thuế (Bashmakov., 2001). Khối lượng phát thải cho phép có thể được phân chia đồng đều cho các cơ sở phát thải, thay vì toàn bộ hoa lợi đều được tập trung vào chính phủ. Và các cơ sở công nghiệp có thể vận động hành lang để né thuế. Với cơ chế mua bán phát thải, các cơ sở có động lực để giảm phát thải, và trong cơ chế đánh thuế, họ có khả năng né được thuế và lượng phát thải sẽ không bị cắt giảm (Smith, 2008, pp. 56–57). Tuy nhiên, việc phân phối tự do khối lượng phát thải cho phép có thể dẫn đến tham nhũng (World Bank, 2010, p. 268).
Thuần túy đánh thuế carbon áp đặt một mức thuế cố định đối với lượng carbon thải ra nhưng không giới hạn carbon tối đa được sản sinh, trong khi đó thuần túy mua bán phát thải đưa ra giới hạn khí thải và để cho chi phí thải carbon dao động theo thị trường. Những người ủng hộ thuế carbon cho rằng biện pháp này đơn giản và dễ áp dụng hơn trên diện rộng. Sự đơn giản và trực tiếp của thuế carbon đã thể hiện tính hiệu quả khi áp dụng tại bang British Columbia, Canada - được ban hành và thực hiện chỉ trong 5 tháng. Đánh thuế có thể tạo động lực cho các cơ sở phát thải, nhà khoa học, kỹ thuật viên,... phát triển các công nghệ sạch hơn, và thêm vào đó cũng tạo ra nguồn thu cho chính phủ.
Những người ủng hộ mua bán phát thải tin rằng hệ thống này đặt ra một giới hạn pháp lý về phát thải, điều mà thuế carbon không có. Khi bàn hành thuế, người ta chỉ có thể đưa ra những ước đoán về mục tiêu gia giảm về lượng carbon phát thải, và số lượng khí thải giảm được có thể không đủ để ngăn chận biến đổi khí hậu. Một mức trần phát thải được giảm dần có thể giúp các cơ sở kinh tế đưa ra các mục tiêu cụ thể về mức độ và thời gian cắt giảm khí thải. Nó cũng giúp đưa ra các giải pháp linh hoạt chứ không phải là biểu thuế cứng nhắc.

## Tình hình thị trường
| “                                      | Sự kết hợp giữa sự nóng lên toàn cầu và mức độ nhận thức về môi trường ngày càng cao đang tạo ra tiềm năng về một thị trường khổng lồ về giao dịch tín dụng phát thải. | ” |
| — Craig Mellow, viết tháng 5 năm 2008, | |   |

23 tập đoàn đa quốc gia đã tham dự Hội nghị Bàn tròn về Biến đổi khí hậu G8, một nhóm kinh tế thành lập tại Diễn đàn Kinh thế Thế giới tháng 1 năm 2005. Nhòm này bao hàm các công ty lớn ví dụ như Ford, Toyota, British Airways, BP và Unilever. Vào tháng 9 năm 2005, Hội nghị đã ban hành một thông cáo có nội dung đề cập về sự cần thiết về các hành động nhằm giải quyết tình trạng biến đổi khí hậu và tầm quan trọng vả các giải pháp có căn bản dựa trên thị trường. Hội nghị đã kêu gọi các chính phủ thiết lập "những dấu hiệu rõ ràng, thông suốt và thống nhất về giá cả" thông qua "một cơ cấu chính sách lâu dài" bao hàm tất cả các cơ sở chủ yếu sản sinh ra khí nhà kính. Đến tháng 12 năm 2007, số thành viên của Hội nghị đã bao hàm 150 cơ sở doanh nghiệp toàn cầu.
Các nhà kinh doanh ở Anh đã bày tỏ sự ủng hộ tích cực đối với mô hình mua bán phát thải, xem nó như là biện pháp then chốt để làm giảm thiểu biến đổi khí hậu, ủng hộ bởi tổ chức phi chính phủ vì môi trường.
Mua bán phát thải carbon đang có chiều hướng gia tăng trong những năm gần đây. Căn cứ theo Đơn vị Tài chính Carbon (Carbon Finance Unit) thuộc Ngân hàng Thế giới, 374 triệu tấn đương lượng thán khí (tCO2e) đã được trao đổi thông qua các dự án trong năm 2005, tăng 240% so với năm 2004 (110 mtCO2e), và năm 2004 thì so ra tăng 41% so với năm 2003 (78 mtCO2e). Sự gia tăng về chi phí cho phép đã kéo theo sự gia tăng về chi phí nhiên liệu và hoạt động sản sinh khí thải carbon. Theo một khảo sát của 12 quốc gia châu Âu, nếu giá khí thải carbon và giá nhiên liệu tăng 10% thì giá điện sẽ tăng 80% trong giai đoạn ngắn. Kết quả này gợi ý rằng nếu mức phát thải carbon tối đa được cho phép bị giảm đi thì chi phí về các nguồn năng lượng thay thế sẽ tăng lên. Trong khi việc giảm đột ngột mức xả khí thải cho phép sẽ gây tổn hại cho nền kinh tế, việc giảm mức cho phép theo kiểu "từ từ" lại có nguy cơ gây hại lâu dài cho môi trường thông qua biến đổi khí hậu.
Theo Point Carbon, một công ty con của Thomas Reuters, giá trị của thị trường mua bán phát thải carbon đã lên đến gần 92 tỉ euro (tương đương 120,9 tỉ Mỹ kim). Tuy nhiên sự gia tăng này có nguyên do là sự gia tăng giá mua bán carbon, còn khối lượng carbon giao dịch đã giảm 12%. Liên minh châu Âu là trung tâm của thị trường giao dịch với khối lượng mua bán là 5,2 tỉ tấn với giá 13,99 euro/tấn. Hoạt động giao dịch carbon giảm mạnh nhất tại Hoa Kỳ, đến 76%. Vào cùng năm 2010, Sở Giao dịch Khí hậu Chicago (Chicago Climate Exchange - CCX) đã ngưng các hoạt động giao dịch phát thải carbon. Nhà phân tích Endre Tvinnereim của Point Carbon cho rằng hoạt động mua bán carbon ở Hoa Kỳ đã bị "đóng băng" và điều này sẽ gây ảnh hưởng tiêu cực thị trường về Sáng kiến Khí nhà kính Địa phương (Regional Greenhouse Gas Initiative - RGGI).
Từ ngày 1 tháng 1 năm 2012, Liên minh châu Âu bắt đầu áp dụng Kế hoạch Giao dịch Phát thải Carbon của Liên minh châu Âu (European Emission Trading Scheme - EUETS) trong đó hệ thống giao dịch phát thải sẽ thu phí các hãng hàng không có các chuyến bay diễn ra trong khu vực EU, dựa trên lượng khí thải carbon được sản sinh ra. Mức xả khí thải được cho phép sẽ bị giảm theo thời gian và vì vậy, tổng lượng khi thải sinh ra ra từ các máy bay tại địa phận châu Âu cũng sẽ giảm. Tuy nhiên, kế hoạch này vấp phải sự phản đối kịch liệt từ Trung Quốc, Hoa Kỳ và Canada với lý do vi phạm hiệp ước hàng không và thay đổi khí hậu, và sẽ gây ra ảnh hưởng tiêu cực đối với lợi nhuận của các công ty hàng không vốn đang gặp nhiều khó khăn. Trung Quốc đã cấm các hãng hàng không của mình tham gia EUETS và tìm cách ngăn chận EU áp dụng quy định thu phí đối với Trung Quốc, còn Mỹ thì kêu gọi một cơ quan hàng không quốc tế đứng ra dàn xếp. Về phía mình, EU tỏ thái độ cứng rắn trong việc thực hiện kế hoạch, nhưng tuyên bố sẵn sàng đàm phán và sẽ sửa đổi EUETS nếu các bên đạt được một thỏa thuận toàn cầu. Có ý kiến cho rằng kế hoạch của EU có thể gây bùng nổ một cuộc chiến tranh thương mại.

### Hiện tượng tình nguyện từ bỏ "quyền phát thải"
Một số cá nhân và tổ chức thay vì buôn bán "quyền xả khói" còn dư của mình đã quyết định "từ bỏ" số lượng dư đó, vì vậy "số dư" đó không thể được chuyển giao cho bất cứ những cơ sở sản sinh phát thải khác sử dụng. Điều này làm giảm mức độ phát thải tối đa và nhìn chung làm giảm lượng khí thải sinh ra. Năm 1992, Sở Giao dịch Quyền Không khí Trong lành Quốc gia (National Healthy Air License Exchange) được thành lập để tạo một quỹ dành cho việc thu mua và hủy bỏ quyền phát thải lưu huỳnh nằm trong khuôn khổ của chương trình cấp phép mua bán phát thải lưu huỳnh của Hoa Kỳ. Tổ chức Anh quốc "Climakind" cũng sử dụng tiền đóng góp từ các nhà hảo tâm để "mua" hạn ngạch khí thải cho phép sản sinh (tính theo đơn vị tín dụng của Hệ thống Giao dịch Phát thải Liên minh châu Âu - European Union Emission Trading System) và "hủy bỏ" các hạn ngạch này để chúng không được các cơ sở "xả khói" dùng để gia tăng mức độ sản sinh khói thải của họ, nhờ đó giảm mức độ cho phép chung về phát thải. Tổ chức phi lợi nhuận Sandbag cũng tham gia xúc tiến việc "hủy bỏ" quyền phát thải nhằm giảm mức độ phát thải tối đa được cho phép. Đến tháng 8 năm 2010, Sandbag tuyên bố họ đã "hủy bỏ" được 2145 tấn phát thải CO2.

## Chỉ trích
Một trong những ý kiến chỉ trích mô hình mua bán phát thải carbon là một dạng của chủ nghĩa thực dân, trong đó các nước giàu tiếp tục duy trì mức độ tiêu thụ của họ, trong khi vẫn nhận được tín dụng cho việc để dành carbon trong các dự án công nghiệp kém hiệu quả (Liverman, 2008, p. 16). Những quốc gia có nguồn tài chính eo hẹp hơn sẽ cảm thấy không thể vừa hoàn thành chỉ tiêu về lượng carbon phát thải vừa phát triển về cơ sở hạ tầng công nghiệp, và điều này sẽ ngăn cản tăng trưởng kinh tế của các nước đó. Một số chỉ trích khác bao hàm những nghi vấn về mức độ phát triển bền vững được xúc tiến bởi cơ chế phát triển sạch trong khuôn khổ nghị định thư Kyoto.
Một chỉ trích khác nhằm vào vấn đề là mức độ giảm phát thải ở một số quốc gia trên thực tế là con số không do lượng cho phép phát thải dư thừa ("khí nóng") mà các quốc gia này hưởng được từ các quy định của Nghị định thư Kyoto. Ví dụ, nước Nga nhận được một lượng cho phép phát thải dư thừa do giai đoạn suy sụp kinh tế sau khi Liên Xô tan rã (Liverman, 2008, p. 13). Một số nước khác có thể "mua" quyền phát thải từ Nga, nhưng điều này không làm giảm phát thải, mà chỉ đơn giản là sự tái phân phối của mức phát thải cho phép. Trên thực tế, các bên tham gia Nghị định thư Kyoto chưa chọn mua số phát thải cho phép còn dư từ các nước khác (PBL, 2009).
Ở Trung Quốc và Ấn Độ, một số công ty bắt đầu việc sản sinh khí nhà kính nhân tạo với mục đích tái sử dụng và nhận được tín dụng carbon. Các tín dụng này được bán cho Hoa Kỳ và châu Âu.
Nhà hoạt động Anh quốc Merrick Godhaven đã phản đối cách tiếp cận vấn đề của Sandbag ở phía trên, vì để việc giảm phát thải được hiệu quả thì khối lượng carbon cần hủy bỏ phải lên đến hàng triệu pound, và hành động này cũng vô hình trung chấp nhận sự tồn tại của mô hình mua bán phát thải carbon, một hệ thống mà Godhaven cho là sản phẩm của những kẻ sản sinh khí thải. Riêng về việc mua bán phát thải, Godhaven cho rằng mô hình này có nhiều vấn đề, thứ nhất là việc xác định mức độ giới hạn khí thải là kết quả của sự vận động hành lang của các nhà công nghiệp chứ không phải của nghiên cứu khoa học. Thứ hai, mức độ này là không công bằng và được tính toán dựa trên phương cách giảm khí thải với chi phí thấp nhất, không tính đến những tác động bù trừ ở những nước kém phát triển hơn. Và việc cung cấp quyền sản sinh khí thải miễn phí cho các công ty năng lượng và sắt thép châu Âu đã mang đến cho họ những lợi nhuận "trời cho".
Những ý kiến chỉ trích về mua bán phát thải carbon, ví dụ như từ Tổ chức Theo dõi Giao dịch Carbon (Carbon Trade Watch), lập luận rằng hệ thống này đặt sự chú ý không đồng đều đến lối sống của mỗi cá nhân và dấu vết carbon, làm xao nhãng sự chú ý của mọi người ra khỏi các thay đổi rộng lớn hơn và mang tính hệ thống, và các hành động chính trị tập thể cần được thực thi để xử lý vấn đề biến đổi khí hậu. Tổ chức như the Corner House cho rằng thị trường sẽ chọn lựa phương pháp dễ dàng nhất để làm giảm một lượng nhất định carbon trong giai đoạn ngắn, và phương pháp này có thể sẽ khác rất nhiều so với cách thức cần thiết để mang lại các thành tựu bền vững, lâu dài và đáng kể trong việc giảm phát thải, vì vậy lối tiếp cận mang tính thị trường có thể dẫn đến trì trệ về công nghệ và kỹ thuật. Ví dụ, giảm phát thải mức độ nhỏ có thể đạt được với chi phí thấp nhờ vào việc cải tiến công nghệ có sẵn, trong khi mức độ lớn hơn thì cần phải từ bỏ toàn bộ công nghệ hiện tại để sử dụng cái hoàn toàn mới. Họ cũng cho rằng mua bán phát thải sẽ che mờ những phương pháp tiếp cận khác hơn để kiểm soát ô nhiễm nếu các phương pháp này không phối hợp tốt với mua bán phát thải và làm ảnh hưởng tiêu cực đến kết quả chung nếu nó thật sự làm trì trệ quá trình chuyển đổi cơ cấu sang sử dụng các công nghệ bớt ô nhiễm hơn. Tháng 9 năm 2010, nhóm FERN xuất bản tác phẩm "Giao dịch carbon: Phương pháp hoạt động và nguyên nhân gây tranh cãi" (Trading Carbon: How it works and why it is controversial) trong đó bao hàm nhiều luận điểm chỉ trích mua bán phát thải carbon.
Tờ Financial Times từng có một bài báo mang tiêu đề "Thị trường carbon tạo ra một mớ lộn xộn" (Carbon markets create a muddle), cho rằng mua bán phát thải carbon có thể tạo cơ hội cho hành động thao túng mà không thể kiểm chứng được. Lohmann (2009) chỉ ra rằng hệ thống mua bán phát thải tạo ra nhiều rủi ro và bất định có thể bị "mặt hàng" hóa bởi phái sinh tài chính, sinh ra nạn đầu cơ.
Hệ thống mua bán phát thải carbon của các tập đoàn và Nhà nước đã bị điều chỉnh thành một cơ chế dung túng hiện tượng rửa tiền. Theo luận điểm này, việc đổi mới hệ thống tài chính (nằm ngoài hoạt động ngân hàng) sẽ dẫn đến nguy cơ về các giao dịch, chuyển khoản (ngoài phạm vi ngân hàng) xảy ra trong các thị trường thiếu sự giám sát.